# غلام ویس
غلام ویس روستایی از توابع بخش بزینه رود شهرستان خدابنده در استان زنجان ایران است.
این روستا جنوبی ترین نقطه استان زنجان از لحاظ مختصات جغرافیایی و مسکونی بودن است.

## جمعیت
این روستا در دهستان بزینه رود قرار دارد و براساس سرشماری مرکز آمار ایران در سال ۱۳۸۵، جمعیت آن حدود ۱۷۳۰ نفر (۴۵۰خانوار) است.